# Ripacandida
Ripacandida  község (comune) Olaszország Basilicata régiójában, Potenza megyében.

## Fekvése
A megye északi részén fekszik. Határai: Atella, Barile, Filiano, Forenza, Ginestra és Rionero in Vulture.

## Története
A hagyomány szerint a települést a rómaiak alapították Candida Latinorum néven. Ebből az időszakból csak egy vízvezeték maradványai maradtak fenn. A modern település valószínűleg a kora középkorban alakult ki a gótok itáliai hadjáratai során, amikor a régi település lakosai egy jól védhető dombtetőre költöztek át. A longobárdok érkezésével falakkal és bástyákkal vették körül. A 19. század elején, amikor a Nápolyi Királyságban felszámolták a feudalizmust, önálló község lett.

## Népessége
A népesség számának alakulása:

## Főbb látnivalói
- Santa Maria del Sepolcro-templom
- Santa Maria del Carmine-templom
- San Giuseppe-templom
- San Donato-templom
- San Bartolomeo-templom